# 江亿
江亿（1952年4月25日—），北京人，中国建筑环境工程专家。1977年1月本科毕业于清华大学。1985年获清华大学工程热物理专业博士学位。2001年当选为中国工程院院士。